# Biorremediação
A Biorremediação é o processo pelo qual organismos vivos tais como, microrganismos, fungos, plantas, algas verdes ou suas enzimas são utilizados para reduzir ou remover - remediar - contaminações no ambiente, atividade ligada a Engenharia Ambiental. Utilizando processos biodegradáveis para tratamento de resíduos  este processo é capaz de regenerar o equilíbrio do ecossistema original. O vantajoso é o fato de ser simples, barato e menos prejudicial que os processos não biológicos. A utilização de bactérias Pseudomonas spp. na descontaminação de ambientes contaminados por petróleo é um exemplo. Essas e outras bactérias similares oxidam vários compostos orgânicos perigosos, alterando-os em compostos não nocivos ao meio ambiente.
Especificamente a biorremediação é um campo da engenharia ambiental que estudo de forma integrada e em todos os aspectos a atua através da introdução de processos biológicos adicionais para a decomposição dos resíduos que favorecem e incrementam a velocidade do processo natural de degradação.
Biorremediação: ato de remediar, consiste em recuperar águas ou solos contaminados. Emprega-se um produto novo, totalmente natural, provocando a extração para compostos voláteis, este possui o poder da oxidação lenta. Composto formado por bio-reação. Na atenuação natural a possibilidade de saturação do solo é muito ampla em se tratando de Hidrocarbonetos, portanto é bem provável que se utilize outras substâncias. As substâncias inorgânicas são nocivas ao meio ambiente, contaminando o subsolo com outros componentes que não existiram anteriormente.
A Biorremediação pode ser empregada para atacar contaminantes específicos no solo e águas subterrâneas, tais como a degradação de hidrocarbonetos do petróleo e compostos orgânicos clorados pelas bactérias. Um exemplo mais geral é a limpeza de derramamentos do óleo pela adição dos fertilizantes de nitrato ou de sulfato para facilitar a decomposição do óleo pelas bactérias presentes no meio.

## Aplicações
O processo de biorremediação se dá pelo fato de microrganismos, como as bactérias, utilizarem substratos orgânicos e inorgânicos, como exemplo o carbono como fonte de alimentação. Desta forma, convertendo os contaminantes em CO2 (dióxido de carbono) e H2O (água).
As tecnologias de Biorremediação podem geralmente ser classificadas como "in-situ" ou "ex-situ". A Biorremediação "in-situ" envolve tratar o material contaminado no próprio local, enquanto a "ex-situ" consiste na remoção do material contaminado para tratamento em local externo ao de sua origem. Entretanto, nem todos os contaminantes são facilmente tratados pela biorremediação. Por exemplo, os metais pesados tais como o cádmio e o chumbo não são absorvidos nem capturados prontamente pelos microorganismos, porém, podem ser transformados em compostos menos perigosos. A assimilação dos metais tais como o mercúrio na cadeia alimentar pode agravar o caso.
Por ser um processo natural, promovendo um tratamento adequado ao meio, seu custo é relativamente baixo quando comparado a outras alternativas convencionais de tratamento de resíduos sólidos. Não obstante, para se obter elevado rendimento no processo, é necessário determinar quais são as condições que favorecem a atividade microbiana, como por exemplo: meio anóxico, teor de nutrientes elevado, tempo de retenção, atividade enzimática, temperatura, pH, e inóculo aclimatado ao meio tóxico, sendo assim capaz de tratá-lo adequadamente.
Como se observa, inicialmente a matéria orgânica do lixo é atacada por bactérias formadoras de ácidos. Como resultado dessa primeira fase, ácidos graxos, açúcares e outros compostos orgânicos de baixo peso molecular são produzidos. Em seguida, na segunda fase, os ácidos são consumidos por bactérias formadoras de metano (metanogênicas), onde o CH4, H2SO4 e H2O são os produtos finais.
Estágios do processo de decomposição anaeróbica.Estágio não metanogênico, onde as reações de hidrólise iniciam o estágio não metanogênico pela redução da matéria orgânica complexa à compostos insolúveis menores,através de enzimas extra celulares. Os produtos da hidrólise incluem ácidos graxos, açúcares simples, aminoácidos e outros compostos orgânicos de baixo peso molecular.Durante a hidrólise os microorganismos que participam do processo despendem mais energia do que conseguem ganhar. Apesar disso, aumenta a disponibilidade energética do meio em função das alterações sofridas pela matéria orgânica e da fonte de energia a ser utilizada nas reações subseqüêntes. Atividades tradicionais neste estágio complementam as modificações da matéria orgânica, como a captura de energia, formação de ácidos orgânicos,produção de amoníaco,água e de gases como o hidrogénio,e o dióxido de carbono
Estágio metanogênico,os microrganismos atuantes no estágio são geralmente bactérias do gênero Methanobacterium, habitante comum do solo, do rúmem e dos esgotos domésticos. Esse microrganismo obtém energia a partir de duas reações principais: redução do pela adição de para formar CO (monóxido de carbono), que a partir da quebra do ácido acético ou etanóico) formam o metano e o dióxido de carbono.
Em resumo, durante a decomposição anaeróbia, segundo o princípio de duas fases, gases como,(azoto)e(ácido sulfídrico) são produzidos por dois grupos distintos de microrganismos, os formadores de ácidos e os formadores de metano.
A biorremediação, associada ao aterro sanitário celular que é uma variável do aterro sanitário convencional, pode ser definida como uma técnica derivada do aterro sanitário convencional, caracterizando-se por um processo seqüencial que, fundamentado nos critérios de bioengenharia e normas operacionais específicas, permite o efetivo tratamento de resíduos sólidos, no solo e em seus efluentes de líquidos e gases, em níveis primário, secundário e terciário, evitando a poluição do solo, ar e recursos hídricos.

## Terminologia usada
1. Célula de aterro é o elemento unitário ou derivada do aterro sanitário celular, onde os resíduos são efetivamente tratados;
2. Carga orgânica é a fração dos resíduos na forma sólida, líquida ou resultante do processo de decomposição da matéria orgânica presente no lixo;
3. Carga inorgânica é a fração dos resíduos na forma sólida ou líquida, resultante do processo de tratamento dos resíduos;
4. Processos físicos são aqueles que não alteram a natureza da matéria do lixo e de seus contaminantes;
5. Processos biológicos são aqueles que alteram a natureza da matéria e de seus contaminantes, tendo como fundamento a ação microbiana;
6. Processos químicos são aqueles que alteram a natureza da matéria e de seus contaminantes, tendo como fundamento a ação de substâncias químicas.